# Renault Twizy
Renault Twizy – model miejskiego, dwuosobowego auta elektrycznego produkowanego przez francuski koncern Renault od 2012 roku. Wymiarami i ceną przypomina popularne w miastach zachodnioeuropejskich skutery trzykołowe. Model Twizy 80 rozwija prędkość maksymalną 80 km/h, natomiast model Twizy 45 prędkość 50 km/h (we Francji dostępny bez prawa jazdy). Katalogowy zasięg wynosi 100 km, jednak sam producent podaje spodziewany zasięg 80 km. Twizy jest pojazdem dwuosobowym, z układem foteli 1+1. W wersji podstawowej pojazd nie posiada bocznych drzwi oraz szyb, te są dostępne jako wyposażenie opcjonalne. 
Twizy jest od 2013 roku oferowane także w wersji dostawczej Cargo. W samochodzie przebudowano konstrukcję wnętrza, gdzie ścianę grodziową ustawiono za fotelem kierowcy. W ten sposób w tylnej części auta stworzono zamykaną przestrzeń ładunkową o pojemności 180 litrów i ładowności maksymalnej 75 kilogramów.